# Ferroplasma
Ferroplasma es un género de microorganismos del dominio Archaea. Comprende solamente una especie, F. acidophilum, un acidófilo oxidante del hierro. Al contrario que otros miembros de Thermoplasmata, F.acidophilum es un mesófilo que crece óptimamente a una temperatura óptima de aproximadamente 35 °C y a un pH de 1,7. Se encuentra generalmente en minas ácidas, principalmente en aquellas que contienen pirita (FeS). Es especialmente abundante en el caso de que se usen drenajes ácidos, donde otros organismos tales como Acidithiobacillus y Leptospirillum han bajado el pH del ambiente y el acidófilo obligado F. acidophilum puede prosperar. 
Fisiológicamente, F. acidophilum es un autótrofo y obtiene energía por la oxidación ferrosa del hierro de la pirita usando oxígeno como receptor final de electrones. Este proceso produce ácido sulfúrico como residuo, lo que conduce a la acificación del ambiente. F. acidophilum, al igual que Thermoplasma, no tiene pared celular. Sin embargo, al contrario que Thermoplasma, la membrana de F. acidophilum no contiene lípidos tetra-éter .